# Ẽ
Ẽ é a quinta letra do atual alfabeto guarani, deriva da letra E indicando a nasalização da vogal com um til. Na grafia antiga, a nasalização era indicada utilizando um trema sobre a letra Ë.